# 7334-es mellékút (Magyarország)
A 7334-es számú mellékút (Magyarország) egy aránylag rövid, mindössze hat kilométeres, négy számjegyű országos közút-szakasz Zala vármegyében. Két járási székhely (egyben két kiemelt idegenforgalmi célpont), Zalaszentgrót és a Veszprém vármegyei Sümeg összekötését biztosítja, de a két város közti távolság mintegy harmadán viseli csak az útvonal ezt a számozást.

## Nyomvonala
A 7331-es útból kiágazva indul, annak 14,600-as kilométerszelvényénél, Kisgörbő Kisgörbő belterületének északi részén, nyugat felé. Alig több mint 200 méter után már a falu külterületén húzódik, később kicsit északabbra fordul, másfél kilométer után pedig elhalad Kisgörbő, Óhíd és Zalaszentgrót hármashatára mellett. Óhídra azonban nem lép be: innentől már zalaszentgróti területen vezet tovább, a Zalaszentgróti-patak folyását kísérve, egy ideig délnyugatnak fordulva, majd ismét nyugat felé húzódva. A 7336-os útba torkollva ér véget, annak 12,500-as kilométerszelvényénél.
Teljes hossza, az országos közutak térképes nyilvántartását szolgáló kira.gov.hu adatbázisa szerint 5,980 kilométer.